# Ixtapan del Oro
Ixtapan del Oro è un comune del Messico, situato nello stato di Messico.